# Günter Gaus
Günter Kurt Willi Gaus (ur. 23 listopada 1929 w Brunszwiku, zm. 14 maja 2004 w Hamburgu) – niemiecki dziennikarz, publicysta, dyplomata i polityk. Redaktor naczelny tygodnika Der Spiegel (1969–1973), następnie stały przedstawiciel RFN w NRD (1974–1981) oraz senator Berlina ds. nauki i kultury (1981). 
Popularność przyniósła mu autorska audycja Zur Person, emitowana w latach 1963–1973 i 1984–2004, w której przeprowadzał wywiady z osobistościami ze świata polityki i kultury. 

## Życiorys
Günter Gaus dorastał w Brunszwiku jako syn kupca Williego Gausa i jego żony Hedwig. Po zdaniu egzaminu maturalnego w 1949, studiował germanistykę i historię na Uniwersytecie Ludwika Maksymiliana w Monachium. W latach 50. i 60. pracował dla różnych dzienników i tygodników, w tym dla Der Spiegel i Süddeutsche Zeitung, gdzie w latach 1961–1965 był redaktorem działu politycznego. Popularność przyniósł mu program Zur Person, który po raz pierwszy został wyemitowany 10 kwietnia 1963 roku na antenie ZDF. W latach 1965–1968 był dyrektorem programowym w Südwestfunk, a w 1966 został także szefem redakcji politycznego programu telewizyjnego Report Baden-Baden. W 1969 został redaktorem naczelnym tygodnika Der Spiegel.
Był bliskim współpracownikiem Willy'ego Brandta. W 1973 roku Gaus zajął się polityką i został sekretarzem stanu w Urzędzie Kanclerskim. Od 1974 był pierwszym szefem Stałego Przedstawicielstwa Republiki Federalnej Niemiec w NRD i pełnił tę funkcję do 1981. 
W 1976 roku Gaus wstąpił do SPD. W 1981 na okres kilku miesięcy został senatorem ds. nauki i sztuki w Berlinie. Po klęsce SPD w wyborach landowych w tym samym roku powrócił do dziennikarstwa. Kontynuował prowadzenie wywiadów w autorskiej audycji Deutsche na antenie WDR, zajął się także publicystyką. Za swoją pracę dziennikarską otrzymał kilka nagród. Od 1990 był współredaktorem lewicowego tygodnika Freitag. Od 1990 do 2004 ponownie prowadził autorski program Zur Person na antenie DFF oraz RBB.

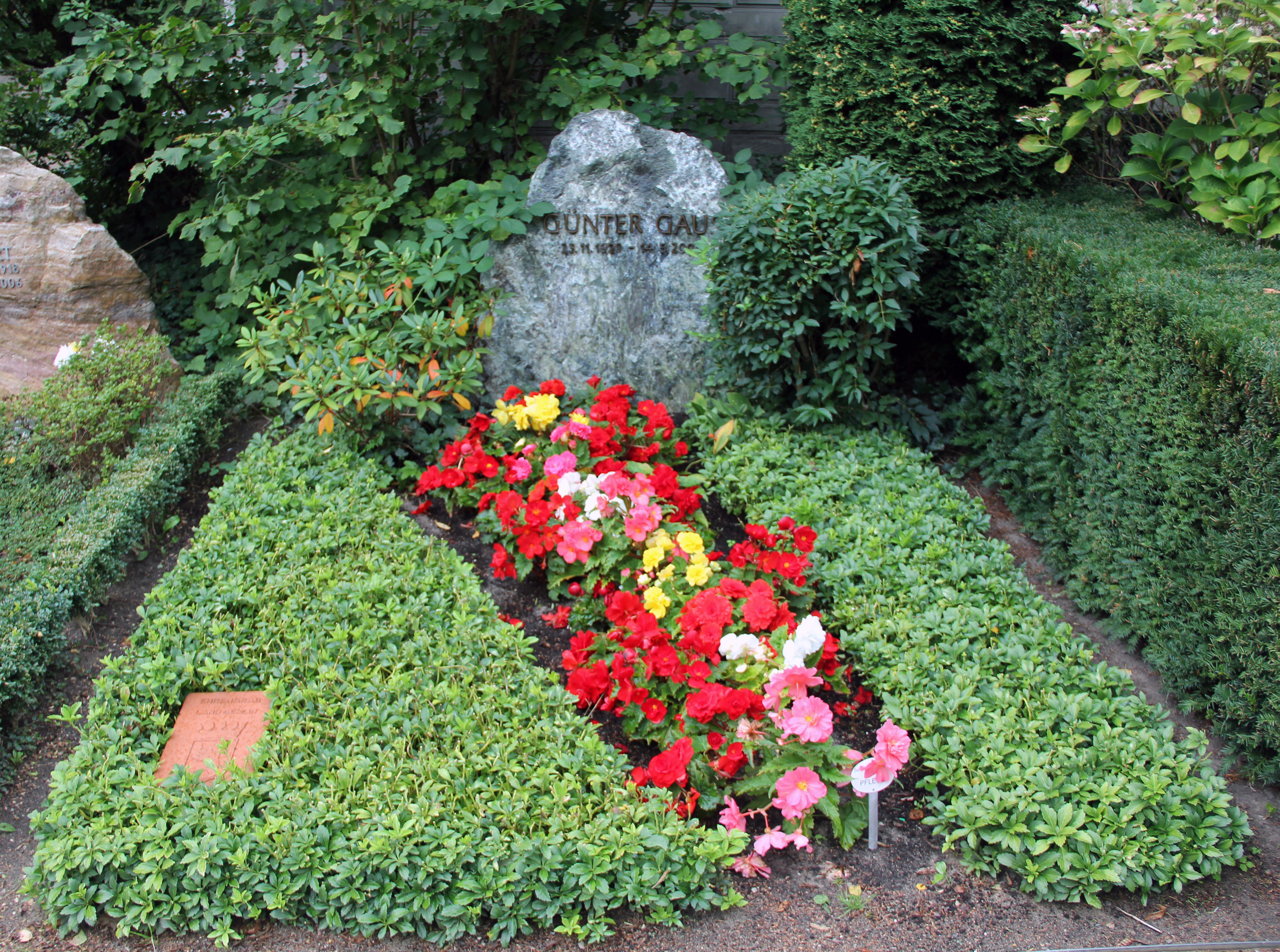
Nagrobek Güntera Gausa

W 2001 roku Gaus zrezygnował z członkostwa w SPD w związku z krytycznym podejściem do polityki zagranicznej prowadzonej przez Gerharda Schrödera.
Zmarł w wieku 74 lat wskutek choroby nowotworowej. Został pochowany na Dorotheenstädtischer Friedhof w Berlinie-Mitte.

### Życie prywatne
W 1955 ożenił się z Eriką Butzengeiger. W 1956 urodziła się ich córka, dziennikarka Bettina Gaus.   